# Alexa Fluor
Alexa Fluor è una famiglia di coloranti fluorescenti inventata da Molecular Probes, attualmente azienda sussidiaria di Thermo Fisher Scientific a cui è stata venduta col nome di Invitrogen. I coloranti Alexa Fluor sono frequentemente adoperati come marcatori cellulari e tissutali per la microscopia a fluorescenza e per la biologia cellulare. I coloranti Alexa Fluor possono essere coniugati direttamente ad anticorpi primari e secondari così da amplificarne segnale e sensibilità, ma anche ad altre biomolecole.
Gli spettri di emissione ed eccitazione della serie Alexa Fluor coprono l'intero spettro del visibile e parte dell'infrarosso. I membri specifici di questa famiglia sono riconosciuti tramite un numero che si riferisce in maniera approssimativa al picco massimo di eccitazione in nanometri.

## Storia
Richard e Rosaria Haugland, i fondatori di Molecular Probes, sono molto conosciuti in chimica e biologia per le loro ricerche sui coloranti fluorescenti e sulle loro applicazioni in campo biologico; infatti quando Molecular Probes è stata fondata, questo tipo di prodotti non era in nessun modo disponibile sul mercato. Dai laboratori di Molecular Probes sono nati numerosi coloranti attualmente estremamente noti ed adoperati, quali: Texas Red, Cascade Blue, Oregon Green, Marina Blue e la serie di Alexa Fluor. Presumibilmente quest'ultima rappresenta il colorante maggiormente noto, è stato sviluppato per migliorare varie problematiche insorte sui coloranti precedentemente prodotti.
Chimicamente i coloranti Alexa Fluor sono sintetizzati mediante solfonazione e modificazioni addizionali su dei coloranti precedentemente prodotti; in particolare erano sfruttate le famiglie della cumarina, rodamina, xantene (tra cui si annovera la fluoresceina) e cianine. La solfonazione genera una carica negativa sugli Alexa Fluor rendendoli più idrofilici dei precursori, mentre le modificazioni addizionali permettono un miglioramento delle prestazioni in altri campi. Per esempio Alexa Fluor 488, una forma solfonata e modificata della fluoresceina, è stata costruita per risolvere i tipici problemi del foto-bleaching (perdita progressiva della fluorescenza nel tempo) e della dipendenza dal pH per la nascita del segnale, comuni nei coloranti standard come il FITC.
Il nome Alexa Fluor nasce a partire da Alex Haugland, figlio di Richard e Rosaria Haugland. Molecular Probes è stata acquistata nel 2003 da Invitrogen, il quale ha fatto sì che la famiglia Alexa Fluor fosse ampliata aggiungendo nuovi coloranti che riempissero i vuoti all'interno degli spettri adoperabili. Nel 2008 Invitrogen si fuse con Applied Biosystems e prese il nome di Life Technologies portando con sé anche la famiglia Alexa Fluor. Nel 2014 Life Technology fu acquistata da Thermo Fisher Scientific, il quale fece rinascere il brand Invitrogen e riportò sotto di esso il brevetto delle Alexa Fluor.

## Coloranti
| Nome                                                                                       | Colore†           | Assorbimento (nm) | Emissione (nm) | MM (g/mol) | ε (cm−1M−1) | Resa Quantica |
| Alexa Fluor 350                                                                            | Blu               | 346               | 442            | 410        | 19,000      | -             |
| — 405                                                                                      | Viola             | 401               | 421            | 1028       | 35,000      | -             |
| — 430                                                                                      | Verde             | 434               | 541            | 702        | 15,000      | -             |
| — 488                                                                                      | Ciano-verde       | 495               | 519            | 643        | 73,000      | 0.92          |
| — 500                                                                                      | Verde             | 502               | 525            | 700        | 71,000      | -             |
| — 514                                                                                      | Verde             | 517               | 542            | 714        | 80,000      | -             |
| — 532                                                                                      | Verde             | 532               | 554            | 721        | 81,000      | 0.61          |
| — 546                                                                                      | Giallo            | 556               | 573            | 1079       | 112,000     | 0.79          |
| — 555                                                                                      | Giallo-Verde      | 555               | 565            | ~1250      | 155,000     | 0.1           |
| — 568                                                                                      | Arancione         | 578               | 603            | 792        | 88,000      | 0.69          |
| — 594                                                                                      | Arancione-Rosso   | 590               | 617            | 820        | 92,000      | 0.66          |
| — 610                                                                                      | Rosso             | 612               | 628            | 1172       | 144,000     | -             |
| — 633                                                                                      | Rosso-lontano     | 632               | 647            | ~1200      | 159,000     | -             |
| — 635                                                                                      | Rosso-lontano     | 633               | 647            | -          | 140,000     | -             |
| — 647                                                                                      | Rosso-lontano     | 650               | 665            | 1155.06    | 270,000     | 0.33          |
| — 660                                                                                      | Infrarosso-vicino | 663               | 690            | ~1100      | 132,000     | 0.37          |
| — 680                                                                                      | Infrarosso-vicino | 679               | 702            | ~1150      | 183,000     | 0.36          |
| — 700                                                                                      | Infrarosso-vicino | 702               | 723            | ~1400      | 205,000     | 0.25          |
| — 750                                                                                      | Infrarosso-vicino | 749               | 775            | ~1300      | 290,000     | 0.12          |
| — 790                                                                                      | Infrarosso-vicino | 782               | 805            | -          | 260,000     | -             |
| † = Colore approssimativo dello spettro di emissione ε = coefficiente di estinzione molare |                   |                   |                |            |             |               |

## Confronto con altri coloranti
Sebbene i coefficienti di estinzione molare sono noti (vedi la tabella), non lo sono le rese quantiche e i tempi di vita. Il paragone con altri coloranti va effettuato sulla base delle condizioni (ovvero della tecnica) necessaria per l'utilizzo e le prestazioni (segnale, rumore di fondo, stabilità).
La serie Alexa Fluor è meno sensibile al pH ed è più fotostabile rispetto ai coloranti precursori (fluoresceina, rodamina, ecc.) da cui viene sintetizzata. Confronti sulla base della luminosità sono sempre favorevoli agli Alexa Fluor. Non è facile effettuare dei paragoni con coloranti totalmente distinti poiché cambiano le condizioni (la tecnica) usate. Terzi hanno comparato Alexa Fluor 647 con Cy5 considerando che i due possiedono una simile lunghezza d'onda quando coniugati col DNA.